# Eric Fernsten
Eric Robert Fernsten (ur. 1 listopada 1953 w Oakland) – amerykański koszykarz, występujący na pozycjach silnego skrzydłowego oraz środkowego, mistrz NBA z 1981 roku.

## Osiągnięcia
NCAA
- Uczestnik rozgrywek Elite Eight turnieju NCAA (1973, 1974)
- Mistrz sezonu regularnego konferencji West Coast (WCC – 1973, 1974)

NBA
- Mistrz NBA (1981)[1]

CBA
- Mistrz CBA (1986, 1988)